# Малер, Елизавета Эдуардовна
Елизавета Эдуардовна Малер (1882—1970) — учёный-филолог, заслуженный профессор славянской филологии Базельского университета.

## Биография
Родилась 15 (27) ноября 1882 года в Москве в семье эмигрировавшего швейцарского бизнесмена Иосифа Матиаса Эдуарда Малера (?—1893); мать, Луиза Вильгельмина Сиверс (?—1904), происходила из балтийских немцев.
Окончила 1-ю женскую гимназию в Москве, а затем историко-филологическое отделение Высших женских (Бестужевских) курсов в Санкт-Петербурге (1902—1908). Затем совершенствовала образование в области классической филологии и истории искусства в Берлинском и Мюнхенском университетах и в 1913 году вернулась в Санкт-Петербург, не получив, однако, учёной степени. Преподавала классическую филологию в частной гимназии М. Н. Стоюниной (1913—1916) и на Бестужевских курсах (1916—1918). Продолжала преподавать в Петрограде и в начале последовавшей гражданской войны.
В 1919 году стала ассистентом Российской академии наук, ответственным за античную коллекцию.
В 1920 году уехала в Швейцарию (Базель) в «отпуск для повышения квалификации» и не получила разрешения на возвращение в Россию.
В изменившихся условиях она решила специализироваться в русистике. Однако прежде, в 1924 году она получила докторскую степень в Базельском университете за диссертацию о мегарских чашах. Но ещё ранее, в апреле 1923 года она получила в этом университете должность преподавателя русского языка. В 1928 году она прошла абилитацию и стала доцентом университета. На это раз её диссертация была посвящена «Русской предсмертной песне» («The Russian death chant»).
Спустя десять лет, в 1938 году она получила в Базельском университете должность экстраординарного профессора, став первой женщиной-профессором этого университета. Более того, в 1953 году она получила звание заслуженного профессора славянской филологии Базельского университета.
Умерла 30 июня 1970 года. Похоронена в Базеле на кладбище Ам Хёрнли вместе с Верой Михайловой (1889—1955), с которой с 1931 года вела совместное хозяйство.